# Herostratos
Herostratos (gr. Ἡρόστρατος) var en græsk brandstifter, der den 21. juli 356 f.Kr. ødelagde Artemistemplet i Efesos, et af Verdens syv underværker ved at sætte ild til det.
Efter forbrydelsen erkendte Herostratos, at motivet til branden var at opnå berømmelse. Borgerne i Efesos bestemte, at hans navn som straf aldrig måtte nævnes. Alligevel har han i dag lagt navn til begrebet herostratisk berømmelse. Dette skyldes den græske historiker Theopompos, som i sit historiske værk Hellenika omtaler både hændelsen og forbryderen.
Ud over damnatio memoriae-straffen blev Herostratos henrettet som straf.
Historikeren Plutark skrev i sin biografi om Alexander den Store, at årsagen til, at Herostratos slap afsted med sit foretagende var, at Artemis var for optaget af Alexanders fødsel (som fandt sted samtidig med branden), at hun ikke formåede at redde sit tempel.